# کارخانه پرسلان ژولنائی
کارخانه پرسلان ژولنائی (مجاری: Zsolnay) در شهر پچ، از میانهٔ قرن نوزدهم تاکنون نقشی مهم در صنعت مجارستان داشته و در خارج از کشور نیز شناخته‌شده بوده‌است. اوج شکوفایی ژولنائی در آغاز قرن بیستم به زمانی بازمی‌گردد که سرامیک‌های آن به کل حوضه کارپات عرضه می‌شد و اشیاء تزئینی و مجموعه‌های پرسلان آن یکی پس از دیگری در نمایشگاه‌های جهانی جایزه کسب می‌کرد.
به‌عنوان بخشی از فصل ۲۰۱۰ پایتخت فرهنگی اروپا در پچ، منطقه جدیدی به نام محله فرهنگی ژولنائی در کارخانه ایجاد شده‌است.

## پیروگرانیت
پیروگرانیت به نوعی از سرامیک‌های زینتی گفته می‌شود که کارخانهٔ ژولنائی از ۱۸۸۶ تولید می‌کرد. این ماده بادوام که در دمای بالا پخته می‌شود، در برابر اسید و انجماد مقاوم می‌ماند و برای استفاده کاشی‌های سقفی، سرامیک‌های تزئینی داخلی و خارجی و شومینه مناسب است. معماران بسیاری همچون بِلا لایتا، ایمره اِشتِیندل، میکلوش ایبل، اودون لخنر از این مصالح در طراحی تزئینات استفاده کرده‌اند. ساختمان کلیسای ماتیاش، پارلمان مجارستان، موزه هنرهای کاربردی، بازار باغ قلعه، دانشگاه الته، دانشگاه فنی بوداپست، شهرداری شهرهای کچکمت و سگد و بسیاری دیگر از ساختمان‌های زیبا در سراسر مجارستان، مانند کاخ اداره پست، در شهر پچ از ژولنایی بهره گرفته‌اند.

## نگارخانه

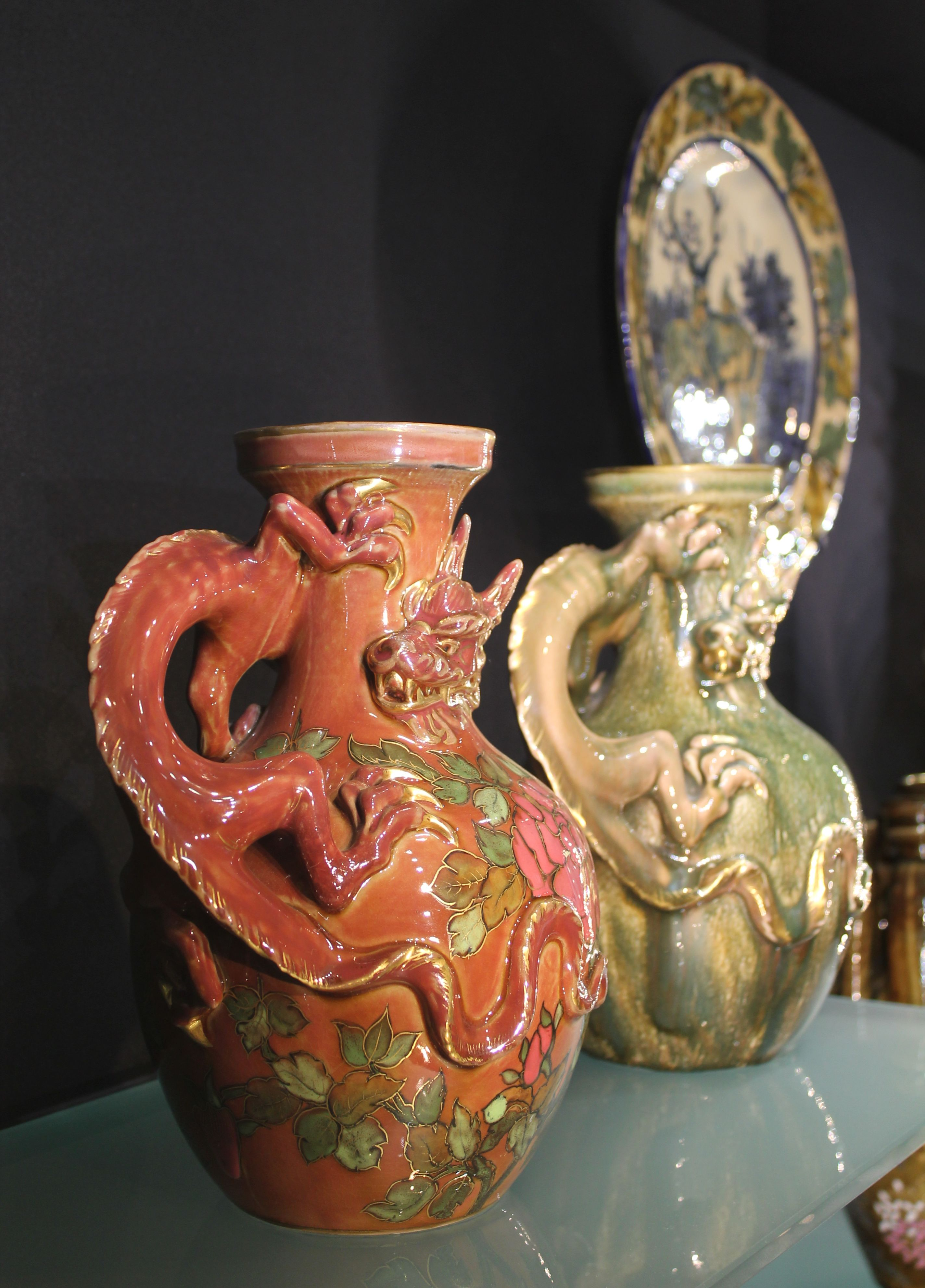
کوزه به طرح اژدها از مجموعه نمایشگاه ژولنائی. طراح: یولیا ژولنائی، ۱۸۸۲
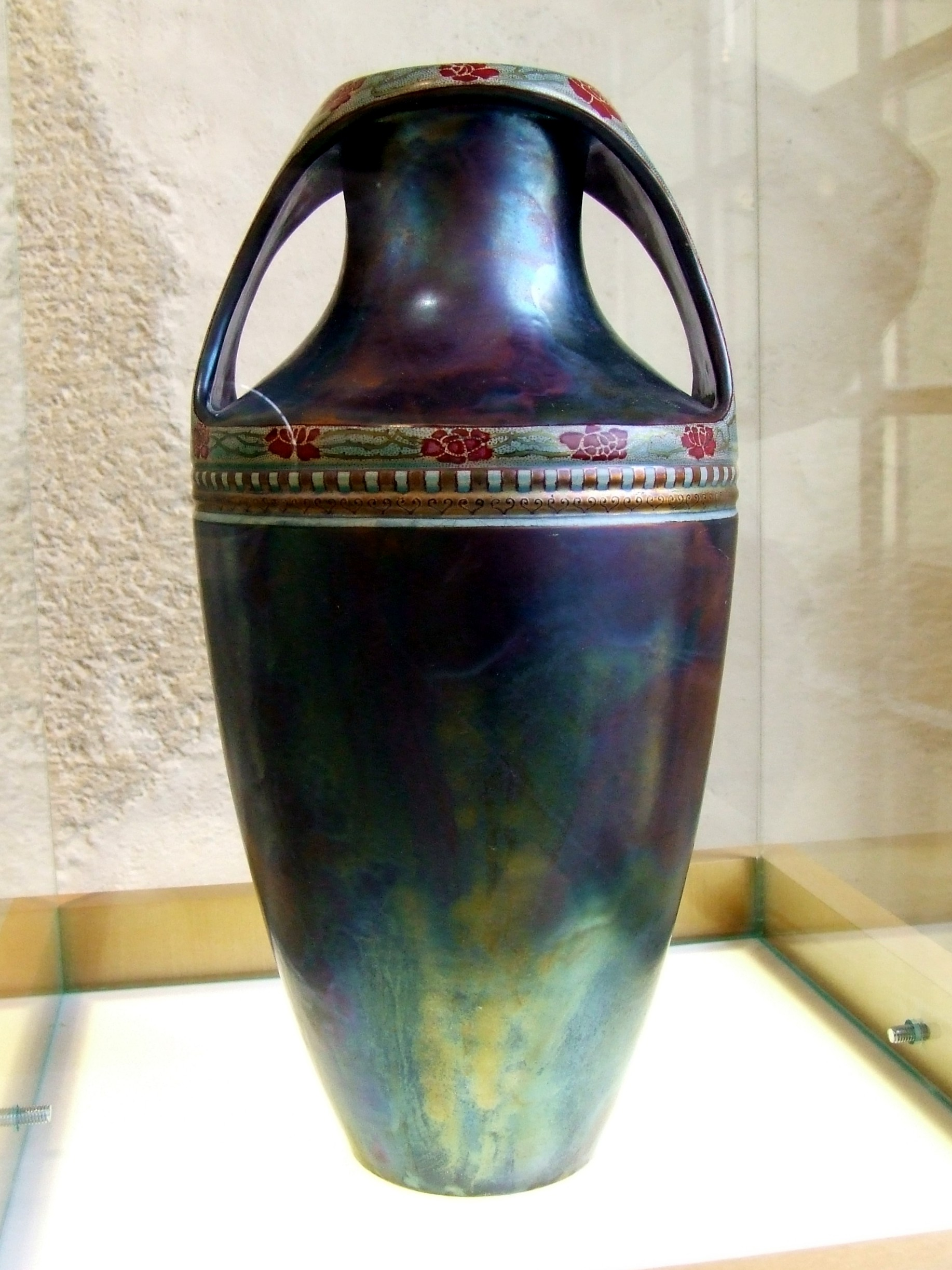
کار سرامیک از مجموعهٔ نمایشگاه ژولنائی پچ. ساخت سال ۱۹۰۰
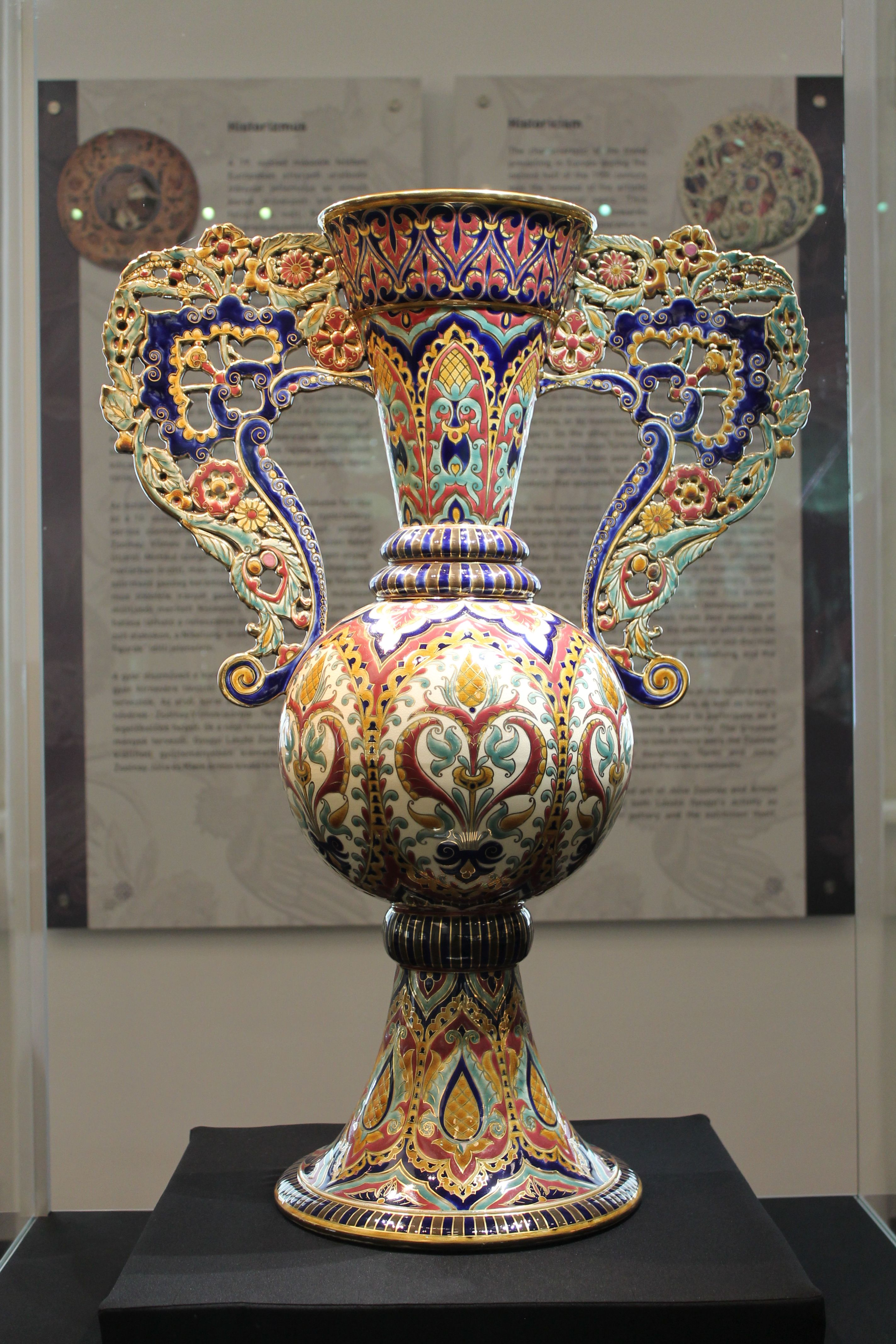
گلدان یادبود الحمرا، ساخت سال ۱۸۸۴
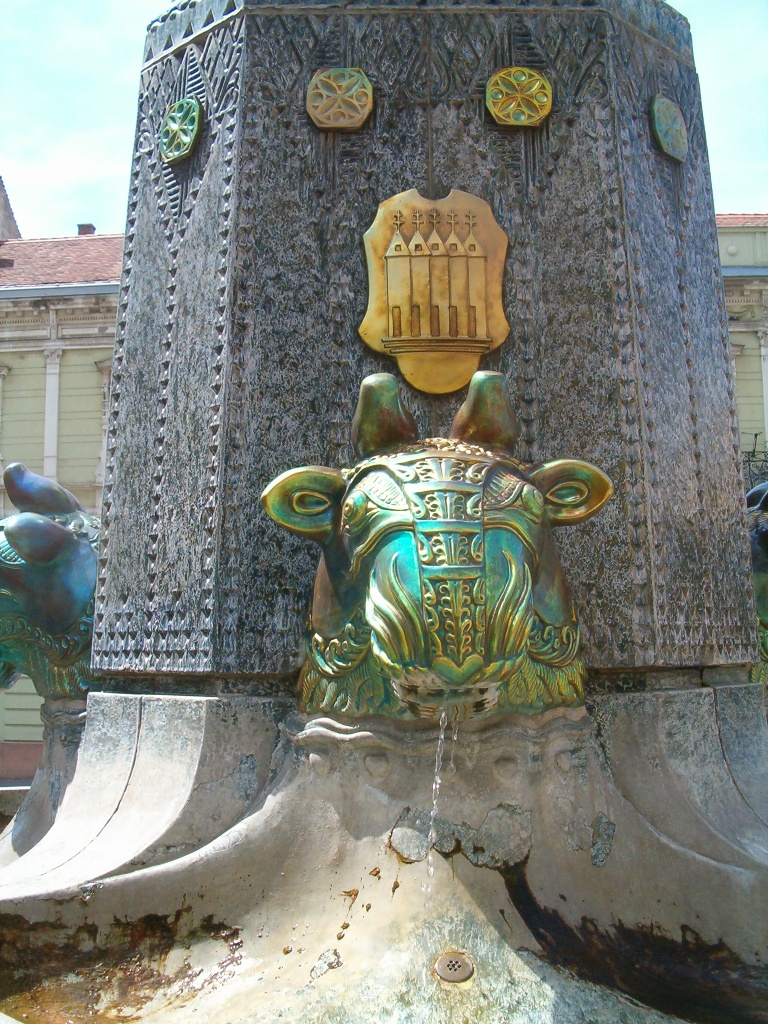
فوارهٔ مرکز شهر پچ
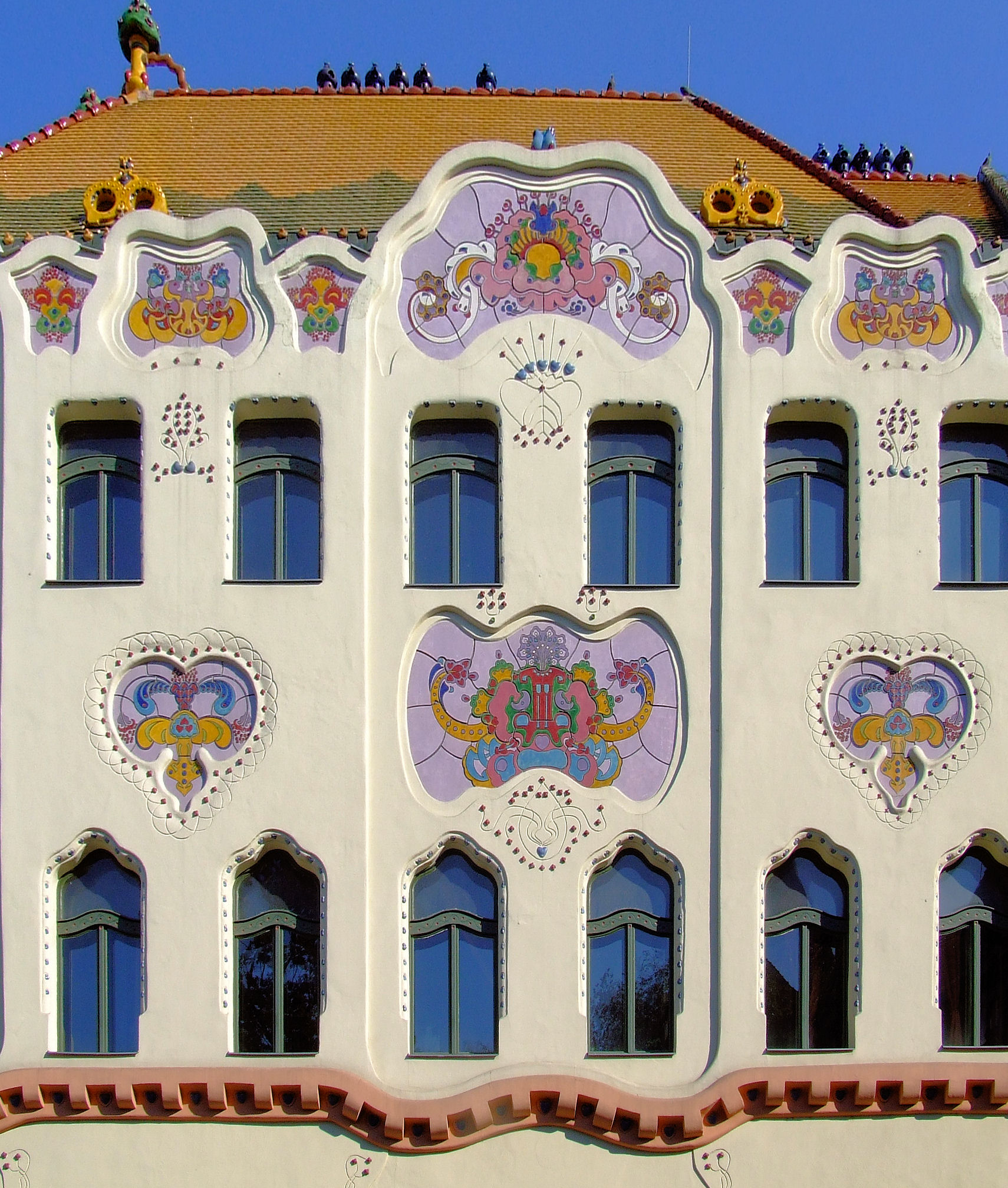
تزئینات ژولنائی کاخ تسیفرا، مرکز شهر کچکمت